# أندي إرفينغ
أندي إرفينغ (بالإنجليزية: Andy Irving) هو لاعب كرة قدم بريطاني في مركز الوسط، ولد في 13 مايو 2000 في إدنبرة في المملكة المتحدة. لعب مع نادي فالكيرك.

## وصلات خارجية
- أندي إرفينغ على موقع قاعدة بيانات كرة القدم.إي يو (الإنجليزية)
- أندي إرفينغ على موقع Soccerbase.com (لاعب) (الإنجليزية)
- أندي إرفينغ على موقع Soccerway.com (الإنجليزية)
- أندي إرفينغ على موقع عالم كرة القدم.نت (الإنجليزية)